# International Opera Awards 2015

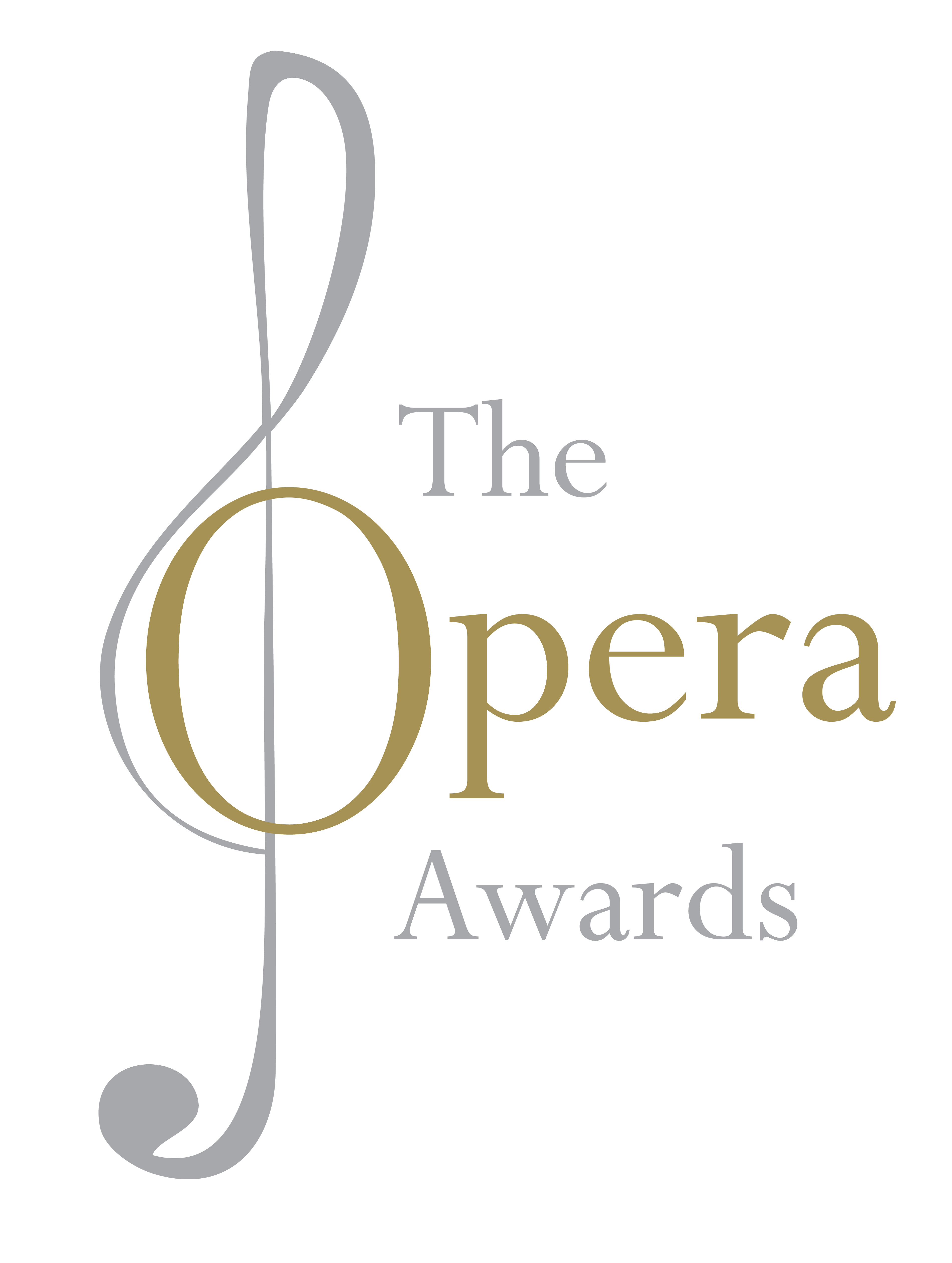

Die International Opera Awards 2015 stellten die dritte Verleihung der International Opera Awards dar, die von Harry Hyman, einem britischen Geschäftsmann und Philanthropen, und von John Allison, Herausgeber der britischen Fachzeitschrift Opera, ins Leben gerufen.

## Ziele und Zeremonie
Die zweite Verleihung der International Opera Awards fand am 26. April 2015 im feierlichen Rahmen im Savoy Theatre in London, statt. Die Struktur der Preisverleihung lehnt sich an die Tradition der Academy Awards an, mit fünf oder sechs Nominierungen und einem Preisträger, der erst während der Zeremonie bekanntgegeben wird.
Zielsetzung der Preisverleihung ist, hervorragende Leistungen im Bereich der Oper zu fördern und publizistisch herauszustellen. Die Preisverleiher konstatieren, dass es zwar eine Reihe von Musik- und Kulturpreisen gibt, aber bis zur Gründung der IOA keine internationale Auszeichnung speziell für den Bereich des Musiktheaters.
Weiters sollen herausragende Talente und Nachwuchskünstler ins Licht der Öffentlichkeit gerückt werden.

## Preisträger 2015
| Kategorie                                          | Preisträger | Weitere Nominierte |
| -------------------------------------------------- | --- | --- |
| Sänger                                             | Christian Gerhaher | - Lawrence Brownlee - Iestyn Davies - John Osborn - Michael Spyres - Ludovic Tézier |
| Sängerin                                           | Anja Harteros | - Joyce DiDonato - Liudmyla Monastyrska - Anna Netrebko - Anita Rachvelishvili - Sonya Yoncheva |
| Dirigent/in                                        | Semyon Bychkov | - Edward Gardner - Lothar Koenigs - Gianandrea Noseda - Carlo Rizzi - Christian Thielemann |
| Chor                                               | Welsh National Opera, Cardiff | - English National Opera, London - Metropolitan Opera New York City - MusicAeterna, Staatsoper Perm - Vlaamse Opera, Antwerpen und Gent - Wiener Staatsoper |
| Regie                                              | Richard Jones | - David Alden - Calixto Bieito - Robert Carsen - Christof Loy - Graham Vick |
| Ausstattung                                        | Es Devlin | - Klaus Grünberg - Michael Levine - Erhard Rom - Jürgen Rose - Paul Steinberg |
|                                                    | | |
| Opernhaus                                          | Komische Oper Berlin | - English National Opera, London - Novaya Opera, Moskau - Oper Graz - Théâtre Royal de la Monnaie, Brüssel - Vlaamse Opera, Antwerpen und Gent |
| Festival                                           | Bregenzer Festspiele | - Cincinnati Opera - Garsington Opera - Glimmerglass Festival, Cooperstown (New York) - Operadagen Rotterdam - Rossini Opera Festival, Pesaro |
| Accessibility                                      | Den Norske Opera, Oslo | - Bregenzer Festspiele - Festival d’Aix-en-Provence - Opera Australia - Opera North - Opera Philadelphia |
|                                                    | | |
| Neuinszenierung                                    | Mussorgski: Khovanskygate - Birmingham Opera Company - City of Birmingham Symphony, Dirigent: Stuart Stratford - Regie: Graham Vick, Bühne: Samal Blak | - Händel: Alcina, Opernhaus Zürich - Händel: Ariodante, Festival d’Aix-en-Provence - Berlioz: Benvenuto Cellini, English National Opera, London - Schönberg: Gurre-Lieder, De Nationale Opera, Amsterdam - Borodin: Prince Igor, Metropolitan Opera, New York City |
| Wiederentdeckung                                   | Rossini: Aureliano in Palmira - Rossini Opera Festival, Pesaro - Dirigent: Will Crutchfield - Regie: Mario Martone, Bühne: Sergio Tramonti | - Barbieri: Los diamantes de la corona, Teatro de la Zarzuela, Madrid - Donizetti: Les martyrs, Opera Rara (Label) - Faccio: Amleto, Opera Southwest, Albuquerque - Martinů: What Men Live By, Tschechische Philharmonie - Saint-Saëns: Les Barbares, L’Opéra-Théâtre de St. Etienne, Saint-Étienne |
| Uraufführung                                       | Philippe Boesmans: Au monde - Théâtre Royal de la Monnaie, Brüssel - Orchestre Philharmonique de Radio France - Dirigent: Patrick Davin - Regie: Joël Pommerat, Bühne und Licht: Éric Soyer                                                               | - Anderson: Thebans, English National Opera, London - Bell: A Christmas Carol, Houston Grand Opera - Gothe: Blanche & Marie, NorrlandsOperan, Umeå - Gruber: Geschichten aus dem Wiener Wald, Bregenzer Festspiele - Metcalf: Under Milk Wood, Taliesin Arts Centre (Swansea), Le Chien qui Chante (Montreal) and Companion Star (NY) in Zusammenarbeit mit der Welsh National Opera |
| Anniversary Production Richard Strauss             | Die Frau ohne Schatten - Royal Opera House Covent Garden, London - Dirigent: Semyon Bychkov - Regie: Claus Guth, Bühne: Christian Schmidt | - Ariadne auf Naxos (Glimmerglass,?) - Daphne (Théâtre Royal de la Monnaie, Brüssel) - Feuersnot (Dresden Festival) - Friedenstag (Pfalztheater Kaiserslautern) - Der Rosenkavalier (Glyndebourne Festival Opera) |
|                                                    | | |
| DVD                                                | Strauss: Elektra - Festival d’Aix-en-Provence, danach auch in Mailand, New York, Helsinki, Barcelona und Berlin - Orchestre de Paris, Coro Gulbenkian - Dirigent: Esa-Pekka Salonen - Regie: Patrice Chéreau, Bühne: Richard Peduzzi - Bel Air Classiques | - Andriessen: La Commedia (De Nationale Opera, Amsterdam; Asko Ensemble, Schönberg Ensemble, Reinbert de Leeuw; Hal Hartley; Nonesuch) - Berg: Lulu (Théâtre Royal de la Monnaie, Brüssel, Paul Daniel; Krzysztof Warlikowski, Malgorzata Szczesniak; Bel Air Classiques) - Britten: Death in Venice (English National Opera im London Coliseum, Edward Gardner; Deborah Warner, Tom Pye; Opus Arte) - Hahn: Ciboulette (Opéra de Toulon an der Opéra-Comique in Paris, Laurence Equilbey; Michel Fau, Bernard Fau/Citronelle Dufay; FRA Musica) - Wagner: Parsifal (Metropolitan Opera, New York, eine Koproduktion mit der Opéra National de Lyon und der Canadian Opera Company in Toronto, Daniele Gatti; François Girard, Michael Levine; Sony) |
| CD (Gesamtaufnahme)                                | Offenbach: Fantasio - Orchestra of the Age of Enlightenment, Opera Rara Chorus - Dirigent: Sir Mark Elder - Opera Rara | - Bartók: Duke Bluebeard’s Castle (Philharmonia Orchestra (London), Philharmonia Voices, Esa-Pekka Salonen; Signum) - Händel: Tamerlano (Il pomo d’oro, Riccardo Minasi; Naïve) - Mozart: Le nozze di Figaro (MusicAeterna, Teodor Currentzis; Sony) - Rameau: Les Indes galantes (La Simphonie du Marais, Le Choeur du Marais, Hugo Reyne; Musiques à la Chabotterie) - Strauss: Intermezzo (Münchner Rundfunkorchester, Ulf Schirmer; CPO) |
| CD (Recital)                                       | Anna Bonitatibus - Semiramide: La Signora Regale - Deutsche Harmonia Mundi | - Cecilia Bartoli: St. Petersburg (Decca) - Joyce DiDonato: Stella di Napoli (Warner Classics) - Franco Fagioli: Porpora — Il maestro (Naïve) - Carolyn Sampson: Arias for Marie Fel (Hyperion) - Krassimira Stoyanova: Verdi Arias (Orfeo) |
|                                                    | | |
| Nachwuchskünstler/in Dirigent/in oder Regisseur/in | Lotte de Beer | - Christopher Allen - Mary Birnbaum - James Darrah - Tim Murray - Raphaël Pichon |
| Nachwuchssänger/in                                 | Justina Gringyte | - Angel Blue - David Butt Philip - Nicole Car - Aurelia Florian - Jennifer Johnson Cano - Ross Ramgobin - Nicky Spence |
| Philanthrop                                        | Ann Ziff Bill and Ann Ziff Foundation | |
| Reader’s Award verliehen vom Opera Magazine        | Jonas Kaufmann Aleksandra Kurzak | - Piotr Beczała - Ferruccio Furlanetto - Susan Graham - Mariusz Kwiecień - Karita Mattila - Nina Stemme |
| Lebensleistung                                     | Speight Jenkins | |